# Ідзумі (Каґосіма)

Ідзу́мі (яп. 出水市, いずみし, МФА: [id͡zumʲi ɕi̥]?) — місто в Японії, в префектурі Каґошіма. Розташоване в північно-західній частині префектури, на узбережжі моря Яцушіро, складовій частині Східно-Китайського моря.   Виникло на основі призамкового містечка самурайського роду Вада. Отримало статус міста 1954 року. Площа становить 330,06 км². Станом на 1 липня 2012 року населення складало 55 194  осіб, густота населення — 167 осіб/км².  Основою економіки є сільське господарство — рисівництво, вирощування мандаринів і тютюну; тваринництво та рибальство, зокрема виробництво норі та розведення японських креветок.   Відоме як місце прибуття перелітних журавлів, а також курортна зона з численними гарячими ваннами на термальних водах.

## Географія
Ідзумі лежить на узбережжі моря Яцушіро. Південні райони міста — у горах Ідзумі. Через нього проходить залізниця швидкісного потягу шінкансен і електрички Сацума-Хідзен, а також державні автошляхи 3, 328, 477.

## Історія
У середньовіччі землі Ідзумі належали самурайському роду Вада, але в 15 столітті були перепідпорядковані роду Шімадзу. У 1593–1596 роках вони перебували під прямим адмініструванням Тойотомі Хідейоші. У період Едо (1603–1867) сформувалося містечко Ідзумі, квартал самурайських садиб якого зберігся дотепер.
Засноване 1 квітня 1954 року шляхом злиття таких населених пунктів:
- містечка Ідзумі повіту Ідзумі (出水郡出水町)
- містечка Коменоцу (米之津町)